# Joya de Cerén
Joia de Cerén és un jaciment arqueològic a 25 km de San Salvador, prop de San Juan de Opico i de Las Flores Departament de La Libertad, al centre-oest del Salvador. Descobert el 1976, es va registrar el 1993 a la Llista del Patrimoni Mundial de la Humanitat per la UNESCO.
Va ser habitat per un poble agrícola des de l'any 400, sent tributari de San Andrés, i després abandonat l'any 600 per causa de l'erupció de la Laguna Caldera. Aquest lloc permet conèixer la vida quotidiana d'un poble maia pagès de fa 1400 anys (segle VII), i l'únic conegut al Salvador.